# Analogový obvod

Příklad analogového obvodu, konkrétně audio zesilovače

Analogový obvod je elektronický obvod, který pracuje s analogovým (spojitě proměnným) signálem, na rozdíl od digitálního obvodu, který pracuje s konečným počtem úrovní nebo stavů signálu (obvykle dvěma). Termín "analogový" popisuje vztah mezi signálem a napětím nebo proudem, které signál reprezentují. Slovo je odvozeno z řeckého slova ανάλογος, analogos („úměrný“).

## Analogový signál
Analogový signál je spojitou (nebo po částech spojitou) funkcí spojitého času. Tím se liší od signálu diskrétního, který je dán funkcí definovanou pouze v diskrétních časových okamžicích (a tvoří tak posloupnost funkčních hodnot). Analogové signály je možné rozdělit podle média, kterým jsou přenášeny. Mluvíme tak například o akustických signálech, elektrických signálech, optických signálech apod. Z důvodu zpracování signálu výpočetními prostředky provádíme tzv. digitalizaci spojitých signálů. Důvody digitalizace nejsou pouze ekonomické (levnější zpracování a přenos dat), neboť s digitálním signálem můžeme zacházet tak, jak s analogovým není možné.

## Analogové vs digitální obvody
Protože informace jsou v analogových obvodech kódovány jinak než v digitálních, způsob jejich zpracování je také odlišný. Nicméně všechny operace, které lze provádět v analogovém obvodu, jako např. zesílení, filtrování atd., mohou být modelovány i digitálními obvody. A naopak na každý digitální obvod lze pohlížet jako na analogový, proto veškeré procesy a chování lze vyvodit z pravidel analogových obvodů.
První elektrická zařízení, která byla vynalezena a sériově vyráběna, byla analogového typu. Díky využití mikroelektroniky se snížily výdaje na digitální technologii, které tak předčily analog. Staly se tedy nákladově efektivnější např. v oblasti human-computer interaction.